# كارل هاينز وولف
كارل هاينز وولف (بالألمانية: Carl Heinz Wolff )‏ (و. 1884 – 1942 م) هو مخرج أفلام، ومنتج أفلام، وممثل مسرحي، وكاتب سيناريو ألماني، ولد في فرداو، توفي في برلين، عن عمر يناهز 58 عاماً.

## وصلات خارجية
- كارل هاينز وولف على موقع IMDb (الإنجليزية)
- كارل هاينز وولف على موقع أول موفي (الإنجليزية)
- كارل هاينز وولف على موقع قاعدة بيانات الأفلام السويدية (السويدية)
- كارل هاينز وولف على موقع قاعدة بيانات الفيلم (الإنجليزية)
- كارل هاينز وولف على موقع كينوبويسك (الروسية)